# Patrick Schikowski
Patrick Schikowski (* 20. Juni 1992 in Düsseldorf) ist ein Fußballspieler  mit deutscher und polnischer Staatsangehörigkeit.

## Vereinskarriere
Schikowski spielte im Jugendbereich für den MSV Duisburg und Fortuna Düsseldorf, bevor er 2011 in die Zweitmannschaft der Fortuna rückte. Nach 21 Partien in der Regionalliga West wechselte er im Sommer 2012 zur Zweitmannschaft der SpVgg Greuther Fürth und kam in der Regionalliga Bayern im Saisonverlauf zu 32 Einsätzen (3 Tore). Ab Oktober 2013 spielte er für die SSVg Velbert in der Regionalliga West, wechselte aber bereits in der Winterpause zum Ligakonkurrenten Rot-Weiß Oberhausen. Dort etablierte sich Schikowski umgehend mit fünf Toren in 17 Einsätzen und verlängerte seinen Vertrag für eine weitere Saison. Zur Spielzeit 2015/16 wechselte er zum Drittligisten FC Rot-Weiß Erfurt, wo er verletzungsbedingt nur zu einem Einsatz kam. Er debütierte per Einwechslung am 21. November 2015 bei einem 3:2-Erfolg gegen Hansa Rostock in der 3. Liga. Im April 2016 löste er seinen Vertrag mit dem Verein wieder auf.
Zur Saison 2016/17 wechselte er zum Drittligaaufsteiger Sportfreunde Lotte, bei dem er einen Einjahresvertrag erhielt. Anschließend kehrte Schikowski zu Rot-Weiß Oberhausen in die Regionalliga West zurück. Zur Saison 2018/19 wechselte er zum SC Wiedenbrück und ein Jahr später zum Bonner SC. Schon in der Winterpause der Saison 2019/20 wechselte Schikowski zum SC Verl. Mit den Verlern stieg er am Saisonende in die 3. Liga auf. Im Jahr 2022 wechselte er zu der SSVg Velbert, für die er in seiner Karriere bereits zwischen 2013 und 2014 gespielt hatte.

## Leben
Sein Bruder Florian Schikowski ist ebenfalls ein professioneller Fußballspieler.